# Franz-Werner Jaenke

Franz-Werner Jaenke

Franz-Werner August Konrad Jaenke (* 4. April 1905 in Sternberg; † 25. Januar 1943 bei Gumrak in der Nähe von Stalingrad) war ein deutscher Schlosser und Reichstagsabgeordneter der NSDAP.

## Leben
Jaenke war der Sohn des Sternberger Kaufmanns Konrad Waldemar Jaenke und seiner Frau Anna-Marie, geborene Heyn. Zwei Monate nach seiner Geburt wurde er am 18. Juni 1905 in Sternberg evangelisch-lutherisch getauft.
Nach dem Besuch der Oberrealschule von 1911 bis 1920 erlernte Jaenke bis 1924 das Schlosserhandwerk. Von 1924 bis 1925 besuchte er die höhere technische Lehranstalt in Sternberg, musste aber sein Studium aus finanziellen Gründen abbrechen. Er bestand 1925 die Werkmeisterprüfung und 1930 die Ingenieurvorprüfung.
Jaenke war politisch seit 1923 in der völkischen Bewegung aktiv, zum 4. Oktober 1925 trat er der NSDAP bei (Mitgliedsnummer 19.828). In der SA wurde er 1928 zum SA-Führer in Schlesien und Mecklenburg ernannt. Ab Juli 1932 im Rang eines SA-Standartenführers, leitete er bis Mai 1937 die SA-Standarte 62 in Schlesien. Den Höhepunkt seiner SA-Karriere erreichte er im Januar 1938 mit der Beförderung zum SA-Brigadeführer.
Im Juli 1932 wurde Jaenke für den Wahlkreis 8 (Liegnitz) als Abgeordneter in den Reichstag gewählt. Nach seinem Ausscheiden aus dem Parlament in der folgenden Wahlperiode zog er anlässlich der Reichstagswahl vom März 1933 erneut in den Reichstag ein, dem er in der Folge bis zu seinem Tod angehörte.
Im Juni 1937 wechselte Jaenke nach Hagen, wo er die Führung der dortigen SA-Standarte 69 übernahm. Zugleich war er Ratsherr der Stadt Hagen.
Ab 1939 nahm Jaenke am Zweiten Weltkrieg teil, zuletzt als Oberleutnant der Reserve in einer Panzerjäger-Abteilung. Er starb im Januar 1943 während der Endphase der Schlacht von Stalingrad. Der Obersten SA-Führung war der Kriegstod Jaenkes im Juni 1943 noch nicht bekannt: In diesem Monat ernannte sie ihn zum Stabsführer der SA-Gruppe Westfalen in Dortmund. Jaenkes Reichstagsmandat wurde bis Kriegsende nicht neu besetzt.